# J'ai le droit de vivre
Pour plus de détails, voir Fiche technique et Distribution.
J'ai le droit de vivre (titre original : You Only Live Once) est un film noir américain réalisé par Fritz Lang, sorti en 1937.
Considéré comme l'un des premiers films noirs, il est le second réalisé par Fritz Lang aux États-Unis. Quinze minutes furent censurées de la version originale sur près de 100 minutes à cause de scènes de violence sans précédent jugées trop réalistes. Malgré cela, le film fut un succès. Selon l'écrivain  Jeff Guinn, dans son ouvrage Go Down Together. The True Untold Story of Bonnie and Clyde, ce film est une évocation cinématographique au ton apologétique de l'odyssée criminelle du couple Bonnie Parker-Clyde Barrow. 

## Synopsis
Après sa sortie de prison, Eddie Taylor souhaite se ranger et s'installer avec sa compagne, Jo. Tous deux investissent dans une maison. Eddie trouve un emploi de camionneur, mais il en est rapidement renvoyé, sans raison véritable. Alors qu'il recherche un nouvel emploi, il est vite accusé d'un braquage de banque meurtrier qu'il n'a pas commis. 

## Fiche technique
- Titre original : You Only Live Once
- Titre français : J'ai le droit de vivre
- Réalisation : Fritz Lang
- Scénario : C. Graham Baker, Gene Towne
- Photographie : Leon Shamroy
- Montage : Daniel Mandell
- Musique originale : Alfred Newman
- Production : Walter Wanger pour la Walter Wanger Productions
- Société de distribution : United Artists
- Pays d'origine :  États-Unis
- Langue originale : anglais
- Format : noir et blanc
- Genre : Film dramatique, Film policier, Film noir
- Durée : 86 minutes
- Date de sortie :
  - États-Unis : 29 janvier 1937

## Distribution
- Sylvia Sidney : Joan « Jo » Graham
- Henry Fonda : Eddie Taylor
- Barton MacLane : Stephen Whitney
- Jean Dixon : Bonnie Graham
- William Gargan : père Dolan
- Warren Hymer : Muggsy
- Chic Sale : Ethan
- Margaret Hamilton : Hester
- Guinn "Big Boy" Williams : Rogers
- Jerome Cowan : Dr Hill
- David Clyde : Pompier
- John Wray : Warden Wheeler

Acteurs non crédités :
- Frank Hagney : homme en civil
- Lon Poff : Halsey
- E. Alyn Warren : directeur de la prison
- Charles C. Wilson : inspecteur de police